# Peti evangelij
Peti evangelij (COBISS), pesnitev avtorja Antona Novačana, je sestavljen iz dvanajstih spevov. Vsak spev obsega dvajset sonetov. Izšel je v samozaložbi leta 1948. 

## Prvi spev: Tesar Jožef
Jožef je vzgojen v duhu, da je kraljevske, Davidove krvi. Kljub temu kmalu spozna bedo sveta in se začne preživljati s tesarjenjem. Edina dediščina, ki so mu jo zapustili predniki, je dragocena piščal. Ta piščal mu reši življenje, ko je ranjen v bojih z Rimljani. Mlada Marija spozna, da je po čudežu zanosila. To zaupala materi, ki jo s skromno balo pošlje v svet iskat očeta svojemu še nerojenemu otroku. Ob Jordanu sreča Jožefa, s katerim se poročita v Nazaretu. 

## Drugi spev: Betlehem
Ostarela teta Lizabeta v tem času čudežno zanosi. Njen mož Caharija ne verjame v čudež, zato ga Bog kaznuje tako, da mu vzame dar govora. V Jeruzalemu poteka popis prebivalcev, ki ga je ukazal cesar Avgust. Tudi Marija in Jožef se morata popisati. Ko proti večeru dospeta v Betlehem, je v mestu huda gneča. Ker ne najdeta prenočišča, se zatečeta k pastirjem v votlino. Tam Marija rodi Jezusa, kateremu se pridejo poklonit trije kralji. Obdarijo ga s kadilom, oljem in zlatom. Modrijani povejo, da se je rodil kralj. 

## Tretji spev: Egipt
V templju opravijo  vse obrede, ki jih judovska vera zahteva ob rojstvu otroka. Tam je tudi svečenik Simeon, ki je srečen dočakal Jezusovo rojstvo. Mariji napove, da bo z mečem presunjena njena duša. Kralj Herod od modrih izve za rojstvo odrešenika. Odloči se, da ga bo pokončal. Vendar pa Jožefa na nevarnost v spanju opozori angel, zato družina pobegne v Egipt. Tam  Jožef družino preživlja s tesarjenjem. Ko je spet varno, se vrnejo v Nazaret.

## Četrti spev: Nazaret
V Nazaretu Jožef spet začne tesariti. Ima veliko dela, saj mimo potujejo številne karavane. Nazarečani  ostarelega tesarja in njegovo mlado ženo obrekujejo. Jezus zato naprosi roj čebel, naj obrekljivce opikajo. Mladi Jezus  odrašča in se vse bolj zaveda, da je njegov oče Bog.

## Peti spev: Oče
V velikonočnem času se odpravi Jožefova družina v Jeruzalem. Na poti domov Jožef in Marija pogrešita Jezusa. Ostal je v Jeruzalemu. Tam ga najdeta v templju, ko modruje z velikimi duhovniki. Na poti domov jih spremlja nevihta, pred katero se z dvema razbojnikoma zatečejo v votlino. Jožef se prehladi in si ne opomore več. Preden umre napove Jezusu, da bo zaničevan od tistih, ki ga zdaj kličejo »Gospod«. 

## Šesti spev: Mladi tesar
Po Jožefovi smrti Jezus še naprej sam tesari. K Mariji se preseli tudi Keopova vdova z otroki. Jezusa preprosti ljudje spoznavajo po vsej palestinski deželi. Nekoč mlada dekleta kamenčkajo, da bi si pričarala ženina. Mlada Marija Magdalena se zaobljubi, da bo življenje posvetila tistemu, ki bo prvi prišel mimo. Pride Jezus. Magdalena svojo obljubo zataji in postane gostilničarka v neki krčmi. Ko se Jezus nekoč sprehaja po gozdu, sreča mladega ribiča Simona Kepa. Ta mu pripoveduje o svojih prijateljih: Judežu iz Kerjota, Andreju, Jakobu in Janezu. Z njimi Jezus večkrat hodi na ribolov in skrbi za Kleopovo vdovo in otroke.

## Sedmi spev: Sin človekov
V Jezusovi domovini preživljajo hude čase. Rimski oblastniki izkoriščajo in ropajo revno ljudstvo, vse več je pijancev in razbojnikov. Jezus in Simon postajata vse bolj zaupna prijatelja. Skupaj preživljata čas, se pogovarjata in razpravljata.

## Osmi spev: Trije obiski
Odkar je Magdalena točajka pri krčmarju Lugaferju v Kani, ima le-ta veliko prometa. Nekoč v Kano pride kraljevska karavana. Kralj Gašper vpraša po Jezusu. Lugafer ponj pošlje Magdaleno. Jezusa ne najde doma, saj je šel v Kano po drugi poti, kjer se je srečal s kraljem. Magdalena se pogovarja z Marijo. Stari kralj Gašper Jezusu bere preroška pisma o prihodu odrešenika. Medtem ko z Jezusom večerjata, stari Lugafer Magdaleno proda arabskemu beduinu. 

## Deveti spev: Mati Marija
Jezus se ne vrne domov. Marija sprva misli, da gre za sinove mladostniške muhe. Kleopini otroci ji pomagajo, saj je tudi Jezus pomagal njihovi materi, ko ji je bilo najtežje. Nekoč Marijo obišče Elizabetin sin Janez. Spat ga napoti v Jezusovo sobo. Ponoči Janeza v spanju nagovori skrivnosten glas. Tudi Mariji se prikazuje trpeč obrat, sliši hrumenje množic. Kleopina vdova ima spred smrtjo vizijo z Marijo v nebesih in malim Jezusu v njenem naročju. Nekega dne se pred Marijino hiši ustavi kočija. V njej je mlada Marija Magdalena, ki je postala grešna ljubica bogatašev. Pred hišo se nesrečna razjoka. Marijo obišče Simon Kepa in ji pripoveduje o Jezusu, ki živi v puščavi v sožitju z divjimi zvermi. S svojim pripovedovanjem Mariji povrne upanje. Jezus se nazadnje res vrne, toda z Marijo sta si kot tujca.

## Deseti spev: Janez Krstnik
Elizabetin sin Janez po materini smrti odide živet v puščavo. Ob Jordanu začne krščevati. Z zakramentom krsta se ljudje očistijo svojih grehov. Janez izve, da Jezus dela čudeže in da proti njemu spletkarijo farizeji. Ko krščuje dva Rimljana iz Celeje, mu pridejo povedat, da prihaja Elija. Krsti tudi njega. Obsoja vladarja Heroda, ki greši z ženo svojega brata, materjo lepe Salome, v katero je zaljubljen. Kralj ga da iz maščevanja zapreti. Na Herodov rojstni dan Saloma tako lepo pleše, da jo Herod želi nagraditi. Saloma si zaželi, da bi izpustili Janeza Krstnika, saj ga tudi ona ljubi. Njeno željo dopolni njena mati Herodiada, ki zahteva Janezovo glavo.   

## Enajsti spev: Čalarni genij
Na gori pri mestu Jerihi sameva demon - čalarni genij. Počuti se nesrečnega in razdvojenega. Ugajajo mu grehi ljudi, zato skuša Jezusa na zadnji dan njegovega štiridesetdnevnega posta nagovoriti, da bi grešil. Sledi dialog med demonom in Jezusom, v katerem je zajeto osrednje idejno sporočilo pesnitve. 

## Dvanajsti spev: Svatba v Kani Galilejski
Najmlajšo Kleopino hčer vzgoji bogato ostarelo dekle v Kani. Na njeno svatbo povabijo veliko ljudi. Prideta tudi dva razbojnika, Ludora in Sibrus, ter Marija Magdalena. Ker razbojnika pokradeta gostom nekaj stvari, pride do prepira. Ravno v tem času dospeta tudi Marija in Jezus. Prepir v hipu potihne in gostija se nadaljuje. Kmalu pa zmanjka vina. Jezus naredi svoj prvi čudež: vodo spremeni v vino.  